# دنبلان

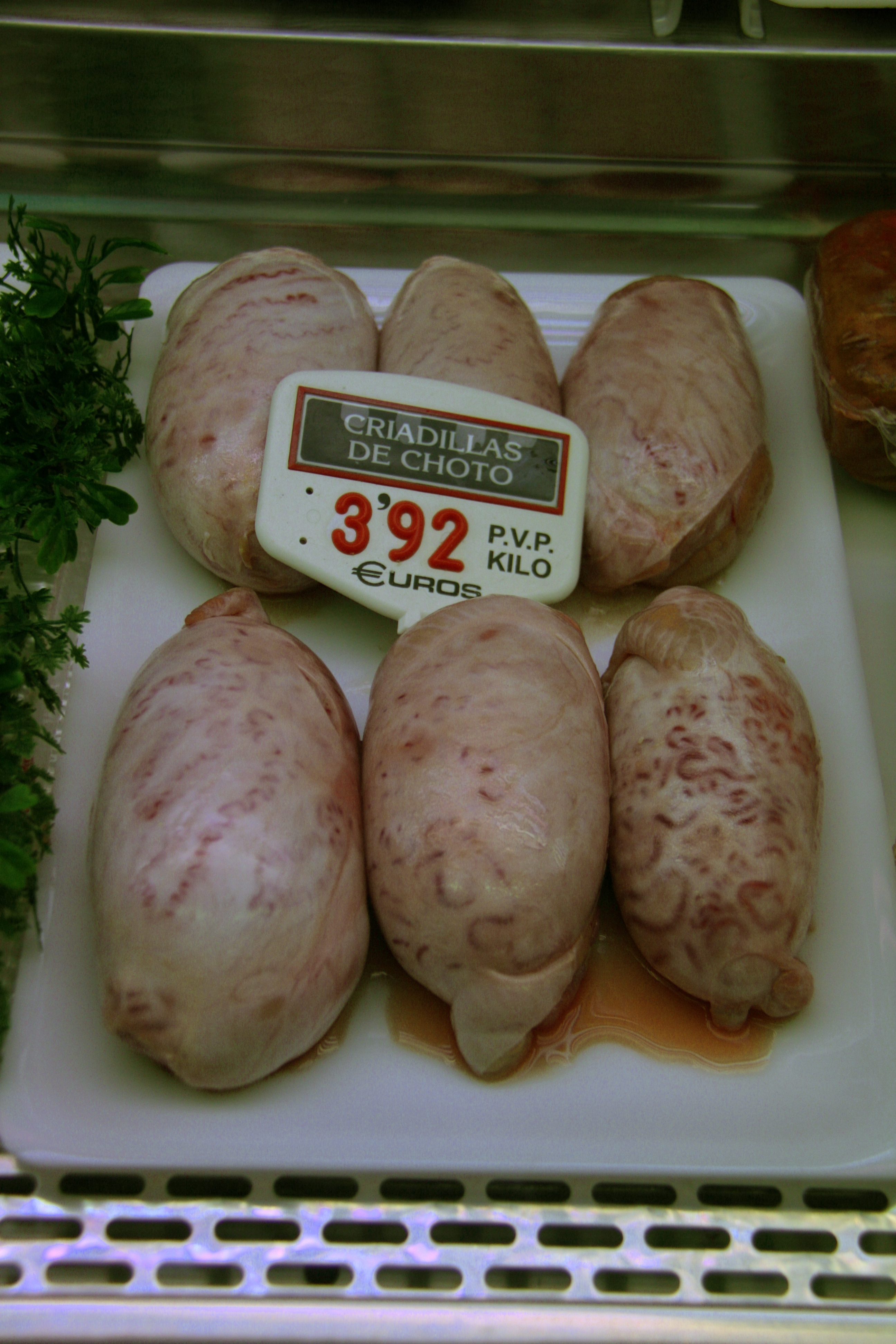
دنبلان بز برای فروش در اسپانیا

دُنبَلان به بیضه چارپایان اهلی مانند بز، گوسفند و گاو گفته می‌شود. دنبلان غده‌ای سفید و پرچربی است که وزن آن به ۱۰۰ گرم نیز می‌رسد. در خاورمیانه و کشورهای مدیترانه‌ای دنبلان را به عنوان خوراک تهیه می‌کنند. در کشورهای دیگر دنبلان گاو پرطرفدار است.
مسلمانان آن را حرام می‌دانند.

## معنی واژه
در لغت‌نامه دهخدا، در توصیف دنبلان آمده‌است: تخم گوسپند، خایه گوسفند و بزغاله و غیره. بیضه غنم. خصی المواشی، بیضه گوسفند که کباب کرده خورند.

## در اسلام
طبق نظر عامه مراجع اسلام خوردن دنبلان حرام است. البته برخی معتقدند این فعل حلال است در حالیکه این قول اعتباری ندارد.